# Signal (software)
Signal je multiplatformní služba šifrovaného zasílání zpráv. Zasílané zprávy, pro jejichž posílání je využíván internet, mohou být ve formě souborů, zvukových poznámek, videí a obrázků. Podporována je nejen přímá komunikace mezi dvěma lidmi, ale i skupinová konverzace s více účastníky. Mobilní aplikace Signalu podporuje i koncově šifrované videohovory mezi pěti lidmi. V aplikaci pro Android je možné Signal používat k odesílání SMS zpráv.

## Charakteristika
Veškerý software služby Signal je otevřený a svobodný. Zdrojový kód klientských aplikací Signal je zveřejněný pod licencí GPLv3 a zdrojový kód pro serverovou část je zveřejněný pod licencí AGPLv3.

### Identifikace stran
Identifikátorem pro používání služby Signal je telefonní číslo. Vazbu telefonního čísla a uživatele lze zabezpečit pomocí PIN.

### Zabezpečení
Zasílání zpráv je zabezpečeno koncovým šifrováním (anglicky End-to-End encryption). Obecně Signal funguje na principu TOFU (anglicky Trust On First Use), kdy aplikace (uživatel) věří, že při prvním vytvoření spojení je protistrana skutečně tou, se kterou chce hovořit a přenesením důvěry jsou vzájemně důvěryhodné i následně používané šifrovací klíče konverzace (session), které se pak průběžně mění. Případný MITM útok by v tomto případě musel trvat od samého počátku navázání komunikace mezi oběma stranami.
Aplikace Signal poskytuje mechanismy, pomocí kterých mohou uživatelé nezávisle ověřovat identitu svých kontaktů a integritu datového kanálu. V každém chatu je možné zobrazit Safety number, které umožňují ověřit protistranu (tj. vyloučit MITM útok). Safety number mohou uživatelé porovnat přečtením nebo pomocí QR kódu, měli by to však udělat osobně nebo alespoň jiným nezávislým kanálem (ne tedy posláním přes Signal). Po ověření může Safety number uživatel označit za zkontrolovaný a v takovém případě po změně čísla protistrany nejde do nového odsouhlasení poslat zprávu. Safety number tak nemá přímou vazbu na aktuálně používané šifrovací klíče pro vzájemnou komunikaci (ty se dynamicky mění), ale vztahují se k zařízení (jsou stejné do změny zařízení či reinstalaci programu). Uživatel věří přenosu důvěry ze Safety number na aktuální šifrovací klíče, resp. konverzaci (a zpět).
Český NÚKIB doporučuje pro udržení bezpečné komunikace dodržovat další doporučení: bezpečný zdroj pro získání aplikace, zámek registrace (PIN k telefonnímu číslu), zámek obrazovky, automaticky mizející zprávy, kontrola připojených zařízení, komunikace pouze s ověřenými kontakty, aktualizace software (systém i aplikace), pravidelný restart zařízení.

### Provoz organizace
Na podporu Signalu byla v únoru 2018 založena americká nezisková nadace Signal Foundation s počátečním financováním 50 milionů dolarů.